# Ekstocktjärnen
Ekstocktjärnen är en sjö i Hagfors kommun i Värmland och ingår i Göta älvs huvudavrinningsområde. Ekstocktjärnen ligger i Fräkensjömyrarna Natura 2000-område.